# Anna Gironella i Llobet
Anna Alberta Felícia Gironella i Llobet (Barcelona, 23 de gener de 1881 - Ciutat de Mèxic, 3 de gener de 1967) va ser una filantropa catalana, cofundadora de les Llars Mundet de Barcelona.
Nascuda a Barcelona, era filla de Josep Gironella Dalmau, natural de Manresa, i de Ramona Llobet i Gardella, de Barcelona. Va casar-se el 1906 amb l'empresari surer Artur Mundet i Carbó, natural de Sant Antoni de Calonge, establert a Mèxic des de feia anys i que es dedicava a negocis de diversa índole a Amèrica. Gironella es va establir a Mèxic amb el seu marit, on el matrimoni va tenir cinc fills: Artur, Josefina, Teresa, Anna i Ramona.
Al llarg de la seva vida, conjuntament amb el seu marit, va dedicar tota la seva fortuna a la caritat i la filantropia a través de la creació de nombroses obres benèfiques i culturals, tant a Mèxic com a Catalunya. L'acte que més transcendència i ressò polític va tenir va ser la donació de 40 milions de pessetes a la Diputació de Barcelona per a la construcció del nou recinte de la Casa de la Caritat a la Vall d'Hebron. La donació acabaria donant lloc a les Llars Anna Gironella de Mundet o simplement conegudes com Llars Mundet, inaugurades el 1957. Com que la donació es va fer en el lloc d'origen d'Anna Gironella, el seu nom és el que va quedar establert al document de donació, a petició expressa del seu marit, que volgué que el centre assistencial portés el nom de Gironella a perpetuïtat i de forma ostensible.
Des de 2009 Anna Gironella té dedicada una plaça a Barcelona, on també es troben els busts d'ella i el seu marit, obra de l'escultor mexicà Alfonso del Cueto. El monument es va inaugurar el 2007, coincidint amb el 50è aniversari de la inauguració de les llars.
Un institut ubicat al Recinte Mundet porta també el seu nom.